# Arrecife Gibraltar
El arrecife Gibraltar (en inglés: Gibraltar Reef) es un arrecife ubicado entre las islas Remolinos y Afelpada del Sur, al noroeste del archipiélago de las Islas Malvinas. Aquí se destacan la roca Gibraltar y la roca Blanca. En el extremo sudeste se halla el cabo Terrible.